# 西岡りき
西岡りき（にしおか りき、1948年2月6日 - ）は北海道根室市出身のイラストレーター。本名は西岡利基。明治大学中退。

## 著作
- パズルdeパズル（豆たぬきの本、1981年）
- 迷路チャンピオンブック（ビッグ・コロタン、1984年）
- がんばるザ・パズル―難問、珍問、奇問の連続攻撃（豆たぬきの本、1987年）
- 子どもが喜ぶ懐かしいお菓子（カッパ・ブックス、2003年）
- おじいちゃんのふしぎな動物園（2009年）